# فهرست کتابخانه‌های سوئیس

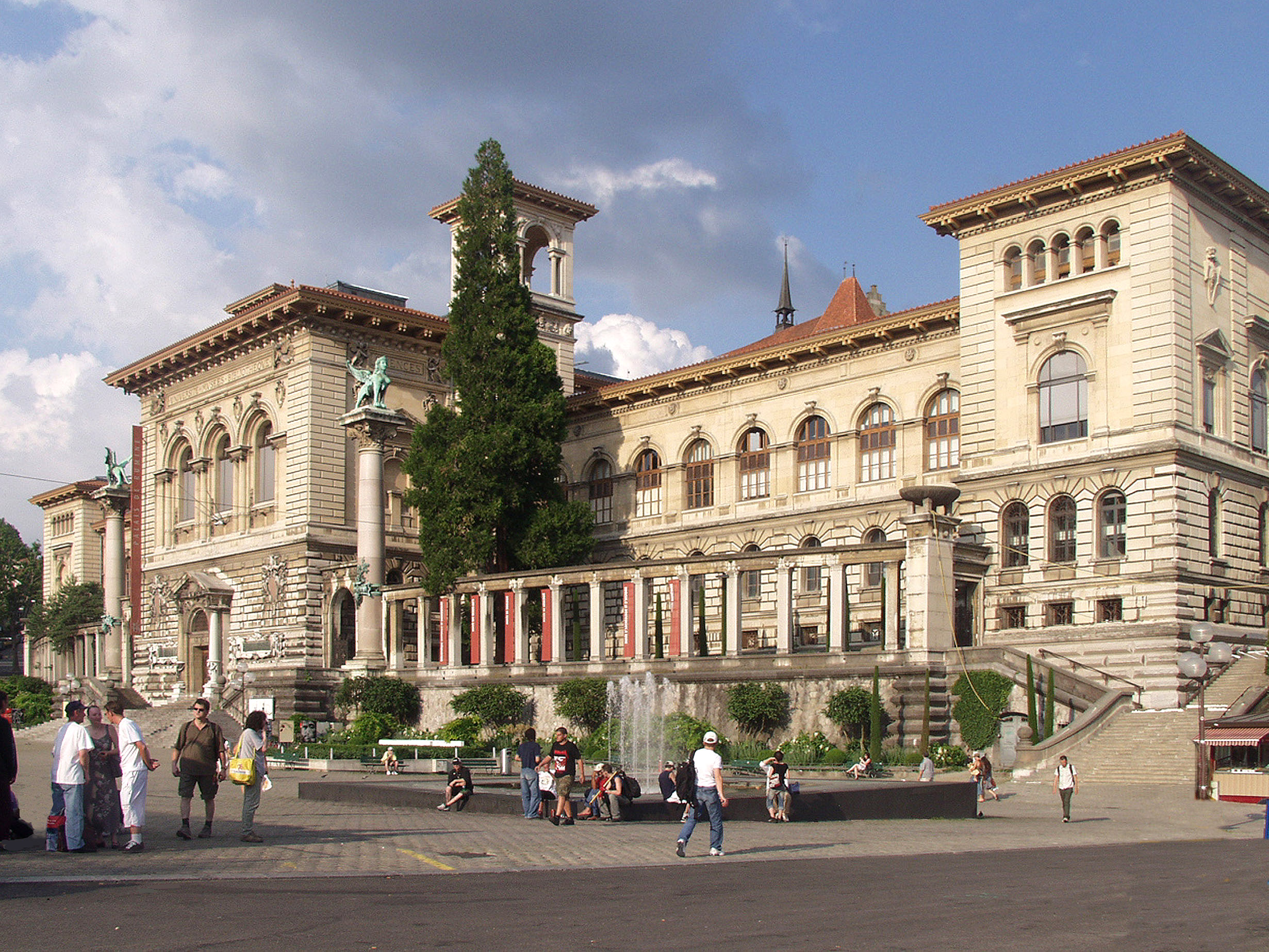
کتابخانه کانتونال و دانشگاه لوزان، که در قرن شانزدهم تأسیس شد و یکی از مهم‌ترین کتابخانه‌های عمومی در سوئیس است.

این فهرستی از کتابخانه‌های سوئیس است. کتابخانه ملی سوئیس (با ۵٫۱ میلیون جلد) و کتابخانه دانشگاه بازل (با ۳٫۱ میلیون جلد) بزرگ‌ترین کتابخانه این کشور محسوب می‌شوند. سوئیس همچنین دارای یک سیستم عمومی فراگیر با ۲۳۴۴ شعبه است که مجموعاً ۲۸ میلیون جلد را در خود جای داده است. مؤسسات تخصصی مهم سوئیس عبارتند از: آرشیو فدرال سوئیس و دفتر سازمان ملل متحد در ژنو.

## کتابخانه‌های سازمان‌های بین‌المللی
- کتابخانه کمیته بین‌المللی صلیب سرخ
- دفتر سازمان ملل متحد در ژنو[۱]

## کتابخانه‌ها و شبکه‌های ملی
- کتابخانه ملی سوئیس، برن[۲]
- آرشیو فدرال سوئیس، برن
- آرشیو صدای ملی سوئیس، لوگانو
- موسسه حقوق تطبیقی سوئیس
- آرشیو اجتماعی سوئیس
- E-rara.ch
- کتابخانه ETH
- شبکه سوئیس‌کاوری (Swisscovery)

## کتابخانه‌های منطقه‌ای و شهرستانی
- Bibliothèque de Genève
- کتاب مقدس برن
- Pestalozzi-Bibliothek Zürich
- شبکه کتابخانه‌های غرب سوئیس
- کتابخانه سنت موریتز[۳]
- Staatsarchiv Zürich
- Sukkulenten-Sammlung Zürich
- Zentral- und Hochschulbibliothek Luzern
- Zentralbibliothek زوریخ

## کتابخانه‌های تخصصی
- کتابخانه ابی سنت گال
- کتابخانه Bodmer
- کتابخانه یادبود فیتز هیو لودلو
- کتابخانه آهن
- Israelitische Cultusgemeinde Zürich (ICZ)
- Kloster Allerheiligen، شافهاوزن

## کتابخانه‌های دانشگاه
- کتابخانه دانشگاه بازل
- کتابخانه کانتونال و دانشگاه لوزان
- کتابخانه Münstergasse، دانشگاه برن